# Who's Minding the Store?
Who's Minding the Store? (título original: Lío en los grandes almacenes en España y parte de Hispanoamérica y Un loco con suerte en Argentina y México) es una comedia cinematográfica de 1963 dirigida por Frank Tashlin y protagonizada por Jerry Lewis, Jill St. John y Ray Walston.

## Argumento
Raymond Phiffier es un chico algo torpe y atontado, mientras que Bárbara es la hija de la propietaria de unos grandes almacenes que conoce a Phiffier y como tal se enamora perdidamente de él.
Todo cambia entonces para Raymond, ya que Phoebe Tuttle, la malvada madre de Bárbara, no quiere que su preciosa hija esté con semejante individuo. Motivado por ese deseo, ella decide darle trabajo en uno de sus centros comerciales, en el que el pobre Raymond deberá entonces pasar por todas las secciones y por los trabajos más difíciles y pintorescos. Deberó trabajar en la sección de deportes, después a la de zapatería, más tarde en alimentación, mobiliario y una larga lista de nuevos ambientes que harán que la situación se convierta en una clara locura.

## Reparto
| Actor             | Personaje             |
| ----------------- | --------------------- |
| Jerry Lewis       | Norman Phiffier       |
| Jill St. John     | Barbara Tuttle        |
| Ray Walston       | Sr. Quimby            |
| John McGiver      | Sr. John P. Tuttle    |
| Agnes Moorehead   | Sra. Phoebe Tuttle    |
| Francesca Bellini | Shirley Lott          |
| Peggy Mondo       | Luchadora profesional |
| Nancy Kulp        | Emily Rothgraber      |
| John Abbott       | Sr. Orlandos          |
| Isobel Elsom      | Hazel                 |
| Kathleen Freeman  | Sra. Glucksman        |

## Producción
La película fue filmada en Hollywood, California y se hizo entre el 25 de marzo de 1963 y los finales de mayo de 1963. Una vez terminada, se estrenó el 27 de noviembre de 1963.

## Recepción
Hoy en día la película ha sido valorada en portales cinematográficos y por los críticos profesionales. En IMDb, por ejemplo, con aproximadamente 2900 votos registrados, el largometraje obtiene una media ponderada de 6,7 sobre 10. En cuanto a Rotten Tomatoes, los más de 500 votos registrados le dieron allí una valoración media de 3,6 de 5, mientras que el 57 % de los 7 críticos profesionales registrados allí le dieron una valoración positiva. Adicionalmente cabe destacar, que en La Vanguardia el 71 % de los usuarios registrados en ese periódico le dan una valoración positiva al filme.